# Gazli
Gazli – miasto w środkowym Uzbekistanie (wilajet bucharski), na pustyni Kyzył-kum; liczba ludności 8,1 tys. (2016). Ośrodek eksploatacji bogatych złóż gazu ziemnego; z nich prowadzone są gazociągi na m.in. Ural, do Azji Środkowej i do Regionu Centralnego; miasto silnie zniszczone w wyniku trzęsienia ziemi w 1976 roku, obecnie odbudowane.